# 北京戰鬥 (北洋政府時期)
北京戰鬥發生於1926年3月26日－4月15日，地點則是在中國河北。是北洋政府時期內戰之一，交戰兩方為奉系李景林部及國民軍。三一八慘案发生后，4月9日，鹿鐘麟试图驱逐段祺瑞失败，奉系於是入关。